# Ryo Kobayashi
Ryo Kobayashi (小林 亮 Kobayashi Ryo?, nacido el 12 de septiembre de 1982 en Saitama) es un exfutbolista japonés. Jugaba de defensa y su último club fue el Thespakusatsu Gunma de Japón.

## Trayectoria

### Clubes
| Club                | País  | Año         |
| ------------------- | ----- | ----------- |
| Kashiwa Reysol      | Japón | 2005 - 2007 |
| Oita Trinita        | Japón | 2008        |
| Montedio Yamagata   | Japón | 2009 - 2014 |
| Thespakusatsu Gunma | Japón | 2015        |

## Estadística de carrera

### J. League
| Club                | Año   | J. League | J. League | Copa J. League | Copa J. League | Total | Total |
| Club                | Año   | Part.     | Goles     | Part.          | Goles          | Part. | Goles |
| ------------------- | ----- | --------- | --------- | -------------- | -------------- | ----- | ----- |
| Kashiwa Reysol      | 2005  | 21        | 1         | 4              | 0              | 25    | 1     |
| Kashiwa Reysol      | 2006  | 44        | 4         | -              | -              | 44    | 4     |
| Kashiwa Reysol      | 2007  | 9         | 0         | 4              | 0              | 13    | 0     |
| Oita Trinita        | 2008  | 18        | 1         | 7              | 1              | 25    | 2     |
| Montedio Yamagata   | 2009  | 25        | 0         | 6              | 0              | 31    | 0     |
| Montedio Yamagata   | 2010  | 16        | 0         | 0              | 0              | 16    | 0     |
| Montedio Yamagata   | 2011  | 24        | 0         | 1              | 0              | 25    | 0     |
| Montedio Yamagata   | 2012  | 36        | 1         | -              | -              | 36    | 1     |
| Montedio Yamagata   | 2013  | 17        | 0         | -              | -              | 17    | 0     |
| Montedio Yamagata   | 2014  | 6         | 0         | -              | -              | 6     | 0     |
| Thespakusatsu Gunma | 2015  | 34        | 1         | -              | -              | 34    | 1     |
| Total               | Total | 250       | 8         | 22             | 1              | 272   | 9     |

## Palmarés

### Títulos nacionales
| Título         | Club         | País  | Año  |
| -------------- | ------------ | ----- | ---- |
| Copa J. League | Oita Trinita | Japón | 2008 |